# Красноармейская улица (Челябинск)
Красноарме́йская у́лица в Челябинске расположена в Центральном районе города. Пролегает с севера на юг от улицы Лобкова до проспекта Ленина.

## История
Красноармейская улица ранее состояла из двух улиц — Солдатской (южная часть) и Ильинской (северная часть), возникших в первые десятилетия с момента основания Челябинской крепости. Эти улицы были объединены 20 февраля 1920 г., и объединённая улица получила современное название Красноармейской. Через четыре года — 11 декабря 1924 г. — к Красноармейской улице присоединили Кузнецкую (Кузнечную) улицу, появившуюся в 1900-х гг. в пригородной слободе южнее современного проспекта Ленина. В 1960-х гг. эта часть Красноармейской улицы исчезла, будучи застроенной многоэтажными зданиями.

## Здания и сооружения

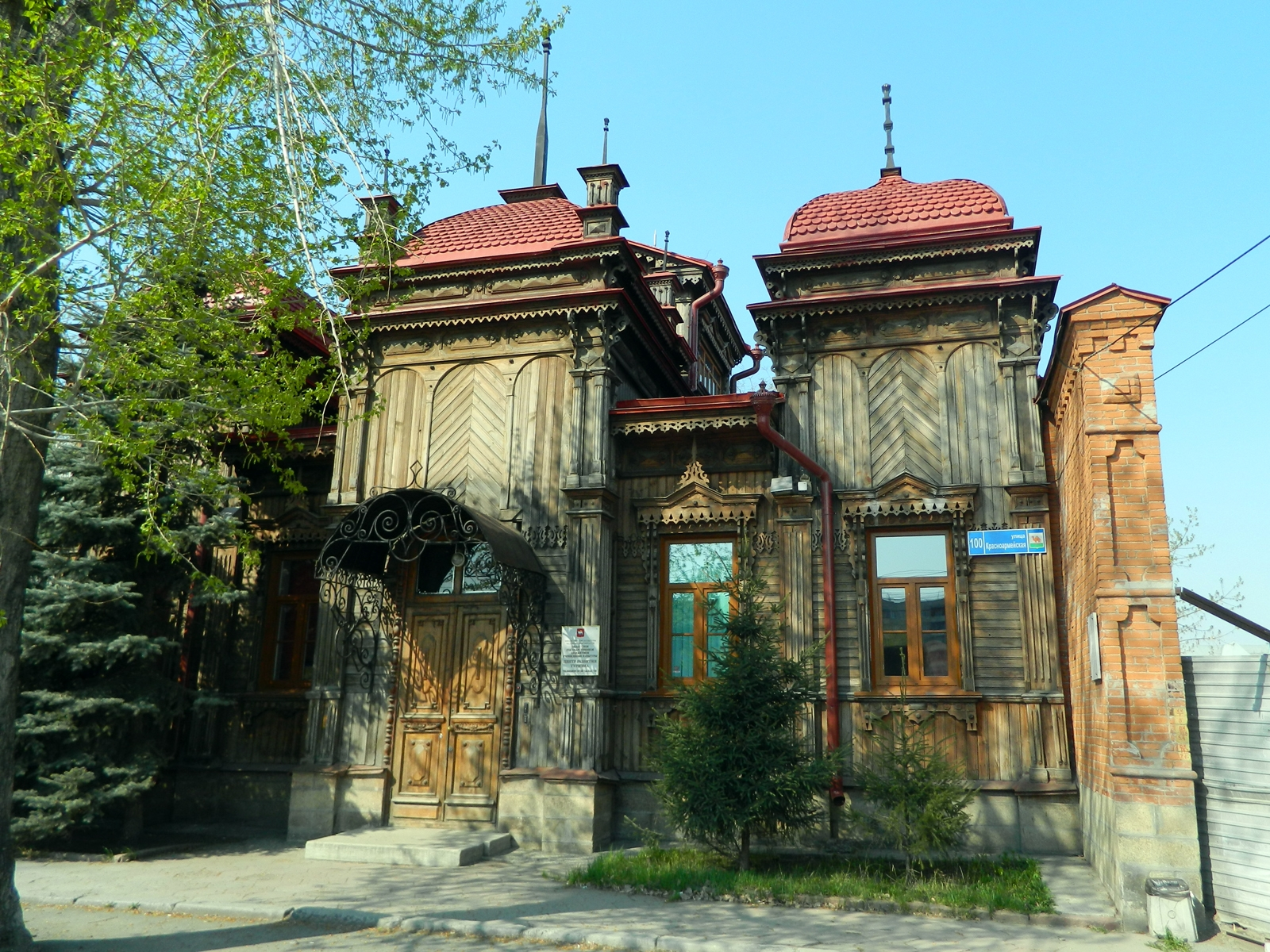
Особняк Юдиной на Красноармейской улице

- Университет российской академии образования (Красноармейская, 55)
- Памятник архитектуры — церковь пятидесятников (Красноармейская, 57)
- Памятник архитектуры — дом жилой (Красноармейская, 73)
- Памятник архитектуры — дом И. А. Деревянина (Красноармейская, 91)
- Памятник архитектуры — Особняк Юдиной (Красноармейская, 100)